# Epitheria
Los epiterios (Epitheria) son un clado que contiene a todos los mamíferos placentarios excepto el grupo Xenarthra. 

## Clasificación
- Epitheria
  - Superorden Afrotheria
    - Granorden Afroinsectiphilia
      - Orden Tubulidentata
      - Orden Ptolemaiida †
      - Orden Bibymalagasia †
      - Clado Afroinsectivora
        - Orden Afrosoricida
        - Orden Macroscelidea

    - Granorden Paenungulata
      - Orden Hyracoidea
      - Clado Tethytheria
        - Orden Proboscidea
        - Orden Sirenia
        - Orden Embrithopoda †
        - Orden Desmostylia †

  - Magnorden Boreoeutheria
    - Superorden Euarchontoglires
      - Granorden Glires
        - Orden Anagaloidea †
        - Orden Arctostylopida †
        - Clado Gliriformes
          - Orden Lagomorpha
          - Orden Rodentia

      - Granorden Euarchonta
        - Orden Scandentia
        - Clado Primatomorpha
          - Orden Dermoptera
          - Orden Primates
          - Orden Plesiadapiformes †

    - Superorden Laurasiatheria
      - Orden Eulipotyphla
      - Granorden Scrotifera
        - Orden Chiroptera
        - Clado Fereuungulata
          - Subclado Ferae
            - Orden Carnivora
            - Orden Pholidota
            - Orden Cimolesta†
            - Orden Creodonta†

          - Subclado Euungulata
            - Orden Condylarthra†
            - Subclado Paraxonia
              - Orden Artiodactyla/Cetartiodactyla
              - Orden Mesonychia†

            - Subclado Mesaxonia
            - Orden Perissodactyla
            - Orden Dinocerata†
            - Subclado Meridiungulata†
              - Orden Xenungulata†
              - Orden Astrapotheria†
              - Orden Notoungulata†
              - Orden Litopterna†
              - Orden Pyrotheria†